# Paul Beeson
Paul Antonio C. Beeson (* 16. November 1921 in London, England; † 19. Juli 2001 in Chiltern, England) war ein britischer Kameramann.

## Leben
Beeson kam bereits 1937 zu den Ealing Studios, wo er als zweiter Kameraassistent unter dem Chefkameramann Ronald Neame bei I See Ice debütierte. Bis er 1941 eingezogen wurde, nahm Beeson an sieben Neame-Filmen teil.
Nach seiner Entlassung aus dem Kriegsdienst wurde er 1947 regelmäßig als einfacher Kameramann (camera operator) eingesetzt. Nachdem Beeson bereits einige Sequenzen bei Filmen in alleiniger Verantwortung fotografiert hatte, so zum Beispiel 1951 nach dem malariabedingten Ausfall von Chefkameramann Geoffrey Unsworth bei Schwarzes Elfenbein, begann er bei Westlich Sansibar 1953 erstmals als alleinverantwortlicher Chefkameramann zu arbeiten. Beeson fotografierte häufig an internationalen Schauplätzen, besonders in Afrika und Australien, spielende Abenteuerstreifen und Kriegsfilme, seit Ende der 1950er Jahre auch oft Disney-Produktionen.
In den 1960er Jahren wurde Beeson auch als Kameramann zusätzlicher Aufnahmen – sogenannte additional photography – bei aufwändigen Hollywood-Filmen, wie Meine Lieder – meine Träume oder  Finger weg von meiner Frau, hinzugezogen. In den Jahren 1971 bis 1973 war er Präsident der British Society of Cinematographers. In den frühen 1980er Jahren war Beeson vorwiegend Chefkameramann bei Second-Unit-Teams großangelegter US-Produktionen, die zum Teil mit britischer Beteiligung hergestellt wurden.

## Filmografie (Auswahl)
Ab 1953 als alleinverantwortlicher Chefkameramann
| - 1947: Against the Wind - 1948: Sklavin des Herzens (Under Capricorn) - 1949: Train of Events - 1951: Schwarzes Elfenbein (Where No Vultures Fly) - 1952: Der große Atlantik (The Cruel Sea) - 1953: Westlich Sansibar (West of Zanzibar) - 1955: Engel des Alltags (The Feminine Touch) - 1956: Kostbare Bürde (The Shiralee) - 1957: Dünkirchen (Dunkirk) - 1958: Gejagt (Nowhere to Go) - 1958: Der Sündenbock (The Scapegoat) - 1959: Der Sommer der 17. Puppe (Summer of the Seventeenth Doll) - 1960: Entführt – Die Abenteuer des David Balfour (Kidnapped) - 1960: Versuchung auf der Schulbank (Spare the Rod) - 1960: Greyfriars Bobby – der treue Terrier (Greyfriar’s Bobby) - 1962: Rendezvous in Madrid (The Happy Thieves) - 1961: Der Prinz und der Bettelknabe (The Prince and the Pauper) - 1962: Die Abenteuer des Kapitän Grant (In Search of the Castaways) - 1962: Tarzan erobert Indien (Tarzan Goes to India) - 1962: Das Schaukelpferd (The Horse Without a Head) - 1963: Dr. Syn – das Narbengesicht (Dr. Syn) - 1963: Die drei Leben von Thomasina (Three Lives of Thomasina) - 1964: Der Millionenschatz (The Moonspinners) - 1965: Das Grauen auf Schloß Witley (Monster of Terror) - 1966: Gefährliche Abenteuer (Africa, Texas Style) - 1967: Junge Dornen (To Sir, With Love) - 1967: Tauchfahrt in die Hölle (Submarine X-1) - 1968: Bestien lauern vor Caracas (The Lost Continent) - 1968: Sturm auf die eiserne Küste (Attack on the Iron Coast) | - 1968: Moskito-Bomber greifen an (Mosquito Squadron) - 1968: Die Zielscheibe (Taste of Excitement) - 1969: Crescendo – Die Handschrift des Satans (Crescendo) - 1969: Banditen auf dem Mond (Moon Zero Two) - 1969: Hellboats – Grüße aus der Hölle (Hell Boats) - 1970: Crescendo – Die Handschrift des Satans (Crescendo) - 1971: Entführt (Kidnapped) - 1972: A Warm December - 1974: Das Labor des Grauens – The Freakmaker (The Mutations) - 1974: Wer hat unseren Dinosaurier geklaut? (One of Our Dinosaurs Is Missing) - 1975: Die kleinen Pferdediebe (Escape From the Dark) - 1976: Abenteuer auf Schloß Candleshoe (Candleshoe) - 1978: Star Crash – Sterne im Duell (Starcrash) - 1979: König Artus und der Astronaut (Unidentified Flying Oddball) - 1979: Silver Dream Racer (Silver Dream Racer) - 1980: Hawk – Hüter des magischen Schwertes (Hawk the Slayer) - 1980: Jäger des verlorenen Schatzes (Second Unit-Fotografie) - 1982: Sag niemals nie (Second Unit-Fotografie) - 1983: Indiana Jones und der Tempel des Todes (Second Unit-Fotografie) - 1985: Santa Claus (Second Unit-Fotografie) - 1986: Jane und die verlorene Stadt (Jane and the Lost City) - 1987: Ishtar (zusätzliche Aufnahmen) - 1987: Ein Mann wie Taffin (Taffin) - 1987: Falsches Spiel mit Roger Rabbit (zusätzliche Aufnahmen) - 1988: Die Wölfe von Willoby (The Wolves of Willoughby Chase) - 1988: Indiana Jones und der letzte Kreuzzug (Second Unit-Fotografie) - 1991: Alien 3 (Second Unit-Fotografie) - 1992: Die verlorene Welt (The Lost World) - 1992: Rückkehr in die verlorene Welt (Return to the Lost World) |